# Фішбах (Люцерн)
Фішбах (нім. Fischbach LU) — громада  в Швейцарії в кантоні Люцерн, виборчий округ Віллізау.

## Географія
Громада розташована на відстані близько 45 км на північний схід від Берна, 33 км на захід від Люцерна.
Фішбах має площу 8,1 км², з яких на 5,6% дозволяється будівництво (житлове та будівництво доріг), 80,6% використовуються в сільськогосподарських цілях, 13,4% зайнято лісами, 0,4% не є продуктивними (річки, льодовики або гори).

## Демографія
2019 року в громаді мешкало 700 осіб (-4% порівняно з 2010 роком), іноземців було 8%. Густота населення становила 87 осіб/км².
За віковим діапазоном населення розподілялося таким чином: 20,9% — особи молодші 20 років, 62,6% — особи у віці 20—64 років, 16,6% — особи у віці 65 років та старші. Було 271 помешкань (у середньому 2,5 особи в помешканні).
Із загальної кількості 201 працюючого 111 був зайнятий в первинному секторі, 42 — в обробній промисловості, 48 — в галузі послуг.